# 김창호 (산악인)
김창호(金昌浩, 1969년 7월 13일~2018년 10월 11일)는 대한민국의 산악인이다. 히말라야 14좌를 완등하였다. 등반 사고로 2018년 네팔에서 사망하였다.